# Желез Дончев
Доцент Желез Борисов Дончев е български дендролог.

## Биография
Роден е на 27 декември 1921 г. в с. Загориче, Шуменско. През 1948 г. завършва Агрономо-лесовъдния факултет на Софийския университет.
Постъпва като асистент в Агрономо-лесовъдния факултет през 1951 г. след покана лично от акад. Борис Стефанов. През 1961 г. в Москва защитава дисертация на тема: „Типология земель, подлежащих облесению на примере Балчикского побережья Черного моря – Болгария“.
През 1964 г. е избран за доцент по екология и горски месторастения. През 1977 г. доц. Дончев преминава на работа в Института за гората към БАН.

## Научни постижения
Доц. Дончев притежава богато научно наследство. То е с твърде разнообразна тематика и включва както дендрологични и систематични разработки, така и статии по обща екология, екология на горските екосистеми, климатология. Творчеството му е отразено в над 80 научни и 15 научнопопулярни статии. Той е считан за класик на българската горска екология. Заедно с проф. д.б.н. Роман Флоров те поставят началото на изследванията за връзката между екологията, създаването на нови гори, те доразвиват учението на академик Борис Стефанов за горските месторастения и връзката между развитието на горите и климата.
През 1950-те и началото на 1960-те години се утвърждава сред най-добрите специалисти по дъбовете в България. Израз на това са описаните от него видове и вътрешновидови таксони, нови за науката. През 1958 г., след специализация в Албания, описва 2 нови вида дъб от цероидната група.
Доц. Дончев проявява особен интерес към интродукцията на някои перспективни дървесни видове. За изпитването на такива видове създава над 200 експериментални култури с площ около 2000 дка. Списъкът на тези видове е голям и включва кедри, веймутов бор, хималайски бор и др., но особено място е отделено на Robinia pseudoacacia. Създава няколко нови сорта от този вид, разработва технология за създаване на интензивни култури и създава първите семепроизводствени градини от вида в България.
Умира в София на 5 септември 2002 г.